# Perilampus kaszabi
Perilampus kaszabi är en stekelart som beskrevs av Boucek 1983. Perilampus kaszabi ingår i släktet Perilampus och familjen gropglanssteklar. Inga underarter finns listade i Catalogue of Life.